# Alfredo Hlito

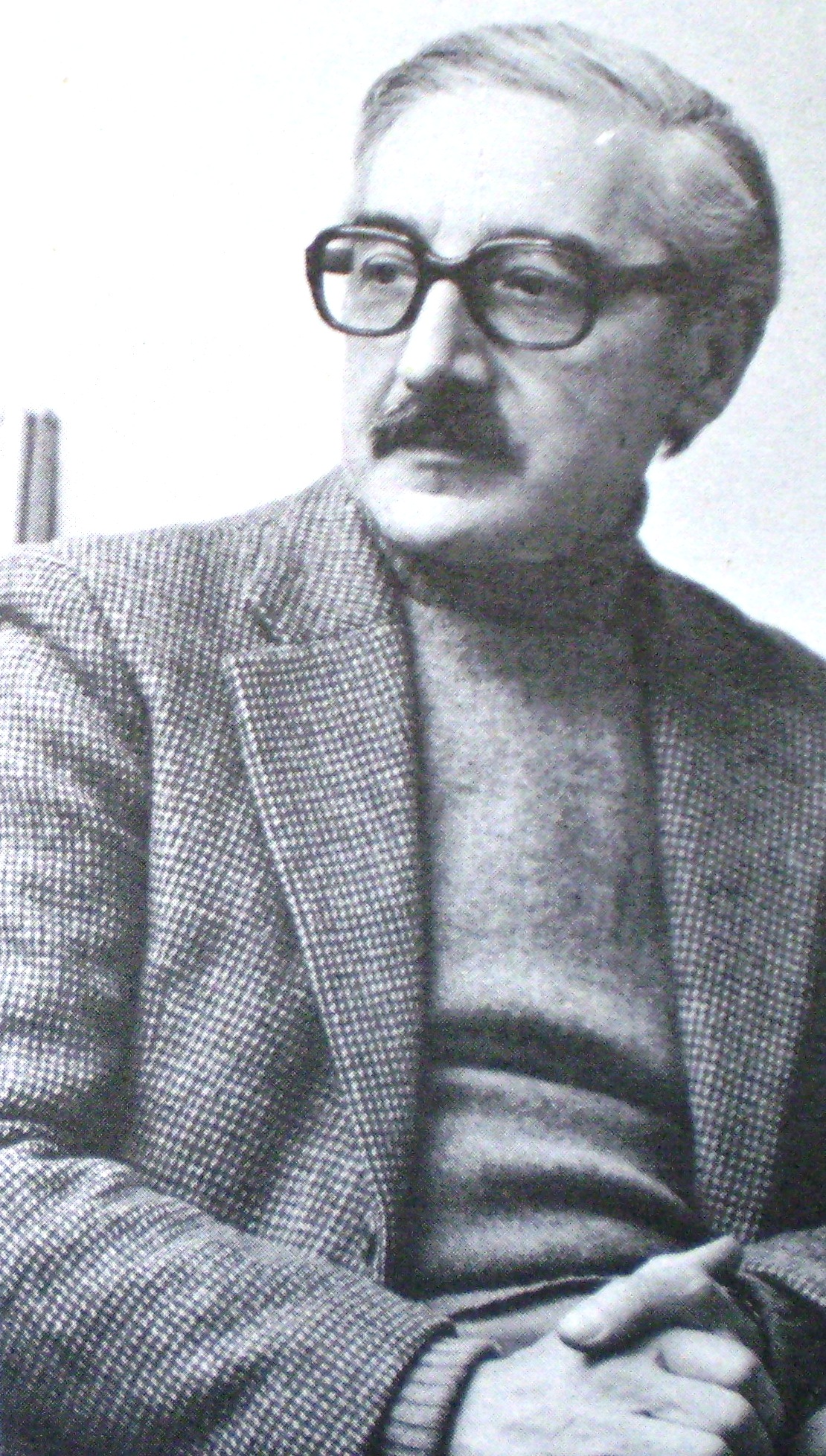

Alfredo Hlito (Buenos Aires, 4 de mayo de 1923 - ibídem, 28 de marzo de 1993) fue un Pintor argentino, hijo de inmigrantes sirios, cofundador de la Asociación Arte Concreto-Invención.

## Biografía
Alfredo Hlito cursó en la Escuela Nacional de Bellas Artes, en Buenos Aires. Influido principalmente por el Joaquín Torres García, fue uno de los impulsores, a comienzos de los años 40, de un movimiento de ruptura con el arte tradicional que rechazaba el figurativismo y exaltaba la abstracción y la geometría.
En 1945 fue miembro cofundador de la Asociación Arte Concreto-Invención y firma el Manifiesto Invencionista en 1946, asimismo participó en exposiciones, junto a otros integrantes de la Asociación Arte Concreto-Invención, en París.
Colaboró con Tomás Maldonado en la fundación de la revista Nueva Visión. En 1954 recibe el Premio Adquisición en la II Bienal de San Pablo y, al año siguiente, participa en la XXVIII Bienal Internacional de Arte de Venecia.
En 1964 se viaja a México, donde vive hasta el año 1973. Tras su regreso, en 1984, es Miembro de Número de la Academia Nacional de Bellas Artes.
En 1987 se lleva a cabo una muestra retrospectiva de su obra, "Alfredo Hlito. Obra pictórica 1945/1985", en el Museo de Nacional de Bellas Artes.
Entre las principales exhibiciones colectivas en las que participa se encuentran Vanguardias de la década de los 40, arte Concreto-Invención, arte Madí. Perceptismo en el Museo Eduardo Sívori de Buenos Aires (1980), Arte Concreto Invención 1945.
Recibió dos veces el Premio Konex, en 1982 y 1992, ambos en la disciplina pintura no figurativa.
Falleció en 1993.